# TT63
| s | b | k | I4 | R4 · t · p |

| s | b | k | I4 | R4 · t · p |

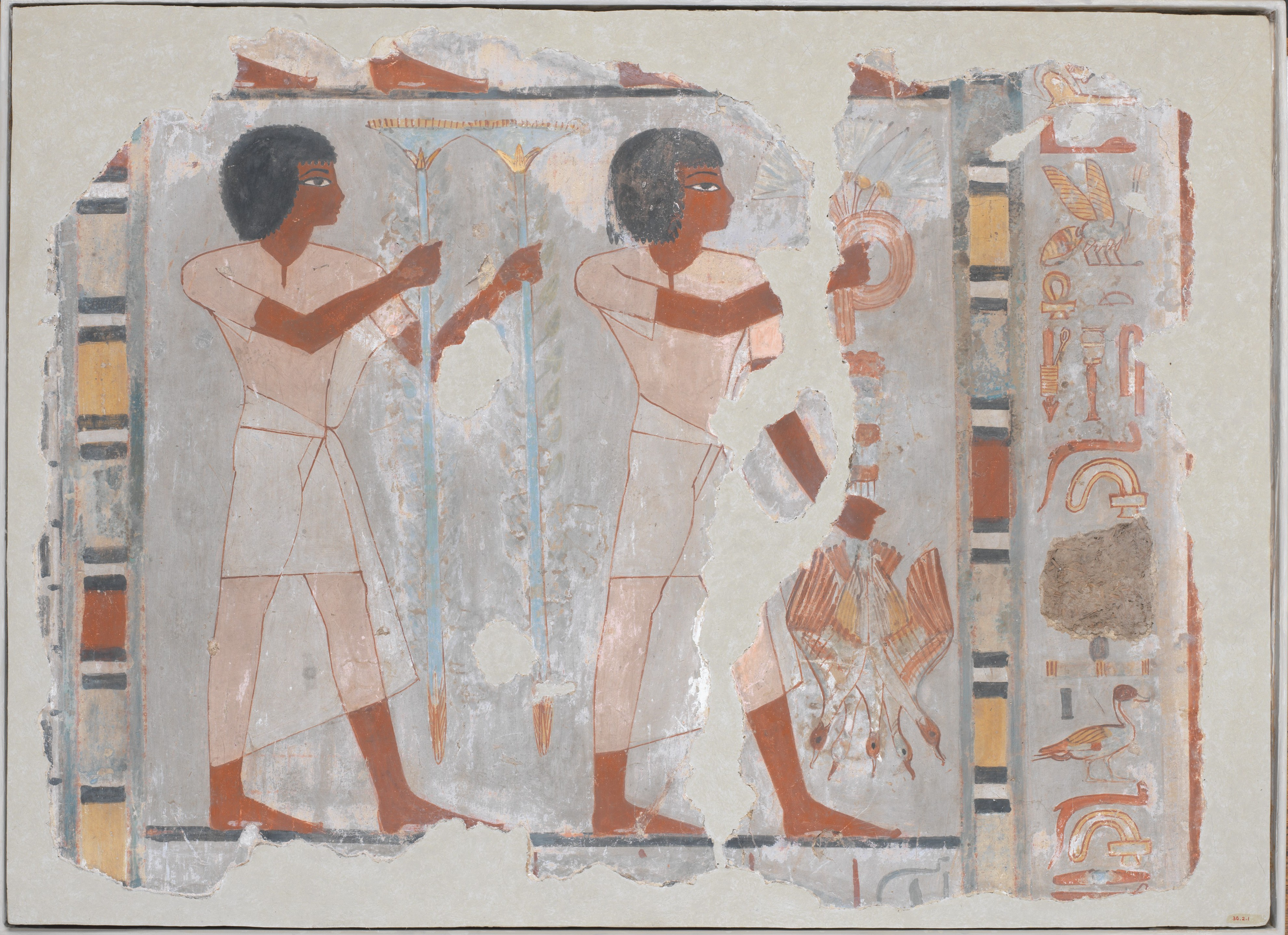
Frammento di dipinto parietale dalla TT63 (Metropolitan Museum, cat. DP234743)

TT63 (Theban Tomb 63) è la sigla che identifica una delle Tombe dei Nobili ubicate nell’area della cosiddetta Necropoli Tebana, sulla sponda occidentale del Nilo dinanzi alla città di Luxor, in Egitto. Destinata a sepolture di nobili e funzionari connessi alle case regnanti, specie del Nuovo Regno, l'area venne sfruttata, come necropoli, fin dall'Antico Regno e, successivamente, sino al periodo Saitico (con la XXVI dinastia) e Tolemaico.

## Titolare
TT63 era la tomba di:
| Titolare   | Titolo                                                    | Necropoli           | Dinastia/Periodo            | Note                                                |
| ---------- | --------------------------------------------------------- | ------------------- | --------------------------- | --------------------------------------------------- |
| Sobekhotep | Sindaco del lago meridionale e del Lago di Sobek (Fayyum) | Sheikh Abd el-Qurna | XVIII dinastia (Thutmosi IV | versante nord-est della collina, a ovest della TT64 |

## Biografia
Min, Supervisore ai sigilli, fu suo padre; sua madre fu Meryt, Nutrice della figlia del re Tiya, Sovrintendente dell'harem di Sobek di Shedty. Paser fu suo figlio.

## La tomba
TT63 si sviluppa con forma a "T" rovesciata tipica di analoghe sepolture della XVIII dinastia. Ad un breve corridoio di accesso, in cui sono rappresentati il defunto e la moglie con un giovane figlio, e una donna che suona il sistro, segue un corridoio trasversale in cui i resti di due stele rappresentano il defunto in adorazione di Anubi, nonché soldati in marcia capitanati dallo stesso defunto ed un lungo testo molto danneggiato. In altre scene, il faraone Thutmosi IV assiso in trono che reca i Nove Archi sulla base; il defunto accompagnato da Menna, Supervisore ai sigilli, e il defunto che ispeziona alcuni granai mentre uomini recano unguenti; sono presenti anche i resti di testi relativi alle ispezioni agli incensi e alle giare (forse di vino). Si è inoltre a conoscenza della presenza, poiché asportate, di rappresentazioni di popoli stranieri, tra cui nubiani e asiatici, nell'atto di versare tributi a Sobekhotep, alla presenza del re.
Al corridoio trasversale segue un corridoio perpendicolare al primo sulle cui pareti sono presenti dipinti, anche in questo caso molto danneggiati; tra le altre scene, testi sacri, la processione funebre verso la Dea dell'Occidente (Hathor) con il trasporto di tre statue, due del re e una del defunto, nel pellegrinaggio ad Abido. Poco oltre uomini che zappano la terra e innalzano un obelisco, mentre il defunto e la moglie, che suona il sistro, sono dinanzi ad Anubi e Osiride; il defunto e la moglie seduti in un giardino nei pressi di un laghetto, con alberi e divinità femminili. Un'ultima scena del corridoio vede il figlio della coppia, Paser, in atto di offertorio ai genitori ed alla principessa Tiya.
La tomba prosegue con un breve corridoio trasversale cui segue la camera funeraria, entrambe prive di dipinti.

### Annotazioni
1. ↑  La prima numerazione delle tombe, dalla numero 1 alla 253, risale al 1913 con l’edizione del "Topographical Catalogue of the Private Tombs of Thebes" di Alan Gardiner e Arthur Weigall. Le tombe erano numerate in ordine di scoperta e non geografico; ugualmente in ordine cronologico di scoperta sono le tombe dalla 253 in poi.
2. ↑  I campi della Duat, ovvero l'aldilà egizio, si trovavano, secondo le credenze, proprio sulla riva occidentale del grande fiume.
3. ↑  Nella sua epoca di utilizzo, l'area era nota come "Quella di fronte al suo Signore" (con riferimento alla riva orientale, dove si trovavano le strutture dei Palazzi di residenza dei re e i templi dei principali dei) o, più semplicemente, "Occidente di Tebe".
4. ↑  le Tombe dei Nobili, benché raggruppate in un'unica area, sono di fatto distribuite su più necropoli distinte.
5. ↑  Le note, sovente di inquadramento topografico della tomba, sono tratte dal "Topographical Catalogue" di Gardiner e Weigall, ed. 1913 e fanno perciò riferimento alla situazione dell'epoca.
6. ↑  O Shedet, ovvero il Fayyum
7. ↑  L'iconografia dei “Nove Archi” è molto antica: il primo esempio noto si trova sul piedistallo di una statua di Djoser (oggi a Saqqara) in cui sono raffigurati nove archi, appunto, posti sotto i piedi del sovrano. Tale raffigurazione, solo iconografica e senza alcuna denominazione, verrà ripetuta fino al regno di Amenhotep III. Si tratta, tuttavia, di una denominazione "mobile" nel senso che i "Nove Archi" variano nel tempo ed ecco che, sotto Ramses II, ad esempio, fanno la loro apparizione nell'elenco Hittiti, Shasu, Sangar (Babilonia), Naharin etc., ma restano costanti gli Haw-Nebwt (in cui qualcuno ha voluto vedere gli Egei), i Tjekhenw (i Libici) e i Sekhetyw (gli Oasiti).
8. ↑  Sono probabilmente provenienti da questa tomba i seguenti rilievi conservati in alcuni musei del mondo:
  - soldati con bambini e tributi, tra cui vasi decorativi con teste di gazzella e stambecchi (British Museum di Londra) (cat. 37991);
  - due portatori di offerte (British Museum, cat. 919) e fabbricanti di collane (British Museum, cat. 920);
  - nubiani portatori di tributi (British Museum, cat. 922);
  - nubiani con bambini e due siriani (Museo egizio di Firenze) (cat. 7608), probabilmente parte del rilievo cat. 37991 di cui sopra, al British Museum

### Fonti
1. 1 2  Porter e Moss 1927,  p. 125.
2. ↑  Gardiner e Weigall 1913.
3. ↑  Donadoni 1999,  p. 115.
4. ↑  Gardiner e Weigall 1913, pp. 22-23.
5. ↑  Porter e Moss 1927,  planimetria p. 124.
6. ↑  Porter e Moss 1927,  pp. 125-128.